# HD 187195
HD 187195，又名BD-11 5131，SAO 163012、HR 7541，是一颗恒星，视星等为6.04，位于銀經29.53，銀緯-17.66，其B1900.0坐标为赤經19h 43m 31.3s，赤緯-11° -17.66′ 10″。